# Kolb Jenő
Kolb Jenő (angolul Eugen/Eugene Kolb, héberül: אויגן קולב, Sopron, 1898. február 21. – Givattayim, Izrael, 1959. szeptember 14.) magyar származású műkritikus, művészetelméleti szakember, 1952-től haláláig a Tel-Aviv Művészeti Múzeum igazgatója.

## Élete
Anyja Schlesinger Gizella, apja pedig Kolb Simon kereskedő, aki a híres szatmári Teitelbaum családból származott. A Soproni Magyar Királyi Állami Főreáliskolában érettségizett (1916).
Az első világháborúban az osztrák-magyar hadseregben szolgált, ahol súlyosan megsebesült és orosz hadifogságba esett. A háború után a müncheni Képzőművészeti Akadémián és a Bécsi Egyetemen tanult művészettörténetet. Tanárai közé tartozott Heinrich Wölfflin és Max Dvořák, s ők nagy hatással voltak szellemi fejlődésére és életszemléletére. Apja halála miatt vissza kellett térnie Magyarországra, hogy segítse anyját és félárván maradt húgait. Részt vett a soproni kulturális élet felvirágoztatásában, a Sopronvármegye című lap Vasárnaptól vasárnapig című rovatának vezetője volt. Az 1930-as évek elejétől Budapesten élt, s kiadó szerkesztőként dolgozott.
1939-ben csatlakozott a baloldali cionista Hasomer Hacair szervezethez. 1944 márciusában a mozgalom tagjai illegalitásba vonultak és mentőakciókat szerveztek. Kolb is részt vett a mentőbizottság munkájában és az illegális tevékenységben, főként iratok hamisításával foglalkozott.
Kolb Jenő és családja a Bergen-Belsenbe tartó Kasztner-vonaton hagyta el Magyarországot. A nehéz tábori körülmények között Kolb a csoport kulturális és szellemi életét igyekezett fenntartani, majd 1944 decemberében menekültként Svájcba érkeztek.
1946-ban Palesztinában telepedett le és elsajátítva a héber nyelvet, művészeti cikkeket írt és előadásokat tartott. 1950-ben a Tel Aviv Művészeti Múzeum művészeti tanácsadójává, 1952-ben pedig igazgatóvá nevezték ki.
Lánya Shoshanna Hasson-Kolb, aki apja Bergen-Belsenben töltött idejéről írt emlékiratai első kiadásának egyik szerkesztője. Bővített kiadásban magyarul »Hit az emberben«. Bergen-belseni napló címmel jelent meg 2021-ben.
"A napló ... azon kevesek egyike, amelyek kifejezetten cionista nézőpontból írják le a fogolytársadalom struktúráját, viselkedésmódjait és jövővel szembeni elvárásait. Az 1944. júliusa és decembere közt napról napra rosszabbodó életfeltételek ábrázolása mellett figyelemre méltó betekintést ad az önérvényesítés különböző formáiba, amelyeket az ún. magyartábor foglyai gyakoroltak. Kolb naplója a holokauszt egyik legsikeresebb mentési akciójának dokumentuma."

## Szakmai tevékenysége
Budapesten 1930–1934 között Somló Béla kiadójában a havonta megjelenő A könyv. Magyar könyvkiadók és könyvárusok szemléje című kiadványt szerkesztette. Később felvették a tekintélyes Singer és Wolfner kiadóba művészeti szerkesztőnek (1935–1944). Többek között az Uj Idők lexikona kiadásával foglalkozott, ezenkívül monográfiákat közölt magyar festőkről. Nyilas Jenő és Nyilas-Kolb Jenő néven is publikált. Régi játékkártyák című könyvét a Magyar Bibliophil Társaság 1939. évi könyvversenyén az év legszebb magyar könyvének minősítette. 13 éves kora óta verseket is írt, de csak 1934-ben jelent meg két verse a Nyugat folyóiratban.
1945-ben svájci menekültként a Mismar (Al ha-mishmar) című tel-avivi napilap tudósítója volt.
1946 májusában érkezett Palesztinába, a Mismar szerkesztősége és a Hasomer Hacair tagjai fogadták, akikkel már korábban Magyarországon került kapcsolatba, és folytatódott Svájcból végzett újságírói munkájával. Elsajátította a héber nyelvet és művészeti cikkeket kezdett írni a korabeli lapokban, köztük az Avraham Shlonsky által indított folyóiratokban. Előadásokat is tartott. Három évvel később már az egyik legfontosabb, kiemelkedő színvonalú műkritikusnak ismerték, aktívan közreműködött a művészek kulturális-politikai szervezeteiben. Mikor 1952-ben a Tel-Aviv Múzeum igazgatójává nevezték ki, etikai okokból felhagyott a művészetkritikával.
A Velencei biennálén, 1952 és 1954 nyarán az izraeli pavilon meghatalmazottjaként, majd a bíráló bizottság tagjaként Kolb kedvező kapcsolatokat épített ki a bizottság tagjaival, múzeumvezetőkkel, kritikusokkal, újságírókkal, gyűjtőkkel. Ezeknek a kapcsolatoknak az eredménye mutatkozott meg a következő években a múzeumban rendezett kiállításokon és a múzeum nemzetközi gyűjteményében.
1952-ben Peggy Guggenheim a kortárs nemzetközi művészet kiemelkedő alkotásaiból egy huszonhét darabból álló gyűjteményt kölcsönzött a Tel-Aviv Múzeumnak. Guggenheim és Kolb együtt válogatták ki a műveket. A műgyűjtő alig egy évvel később a gyűjteményt (kisebb változtatásokkal) a múzeumnak adományozta.
1951-ben Chagall egyéni kiállítást mutatott be a Tel-Aviv Múzeumban.
1955 tavaszán kiállításon mutatták be Ayala és Sam Zacks gyűjteményéből a 20. század francia művészetét.
Kolb gazdagította a múzeum gyűjteményét a modern művészet mérföldköveinek számító művekkel, be is mutatta őket, és a Tel-Aviv Múzeum ezzel felkerült a nemzetközi térképre. De át is lépte a kortárs művészet keretét, meg akarta ismertetni a helyi közönséggel a különböző népek Izraelben kevéssé ismert művészetét. A festészeten és a szobrászaton kívül vonzódott a fotóművészethez és az építészethez. A primitív művészet képviselőit is bemutatta, pszichiátriai betegségekkel kórházban kezelt betegek festményeit, és gyerekfestményeket is láthattak a múzeumlátogatók.
Emlékére a Tel-Aviv Múzeum barátainak szervezete egy alapítványt hozott létre, melyből a rajz és grafika terén alkotó izraeli művészeket díjazzák. („Eugene Kolb Prize for Israeli Graphic Art”)

## Magyarországon megjelent munkái
- Wagner Richard: Tristan és Isolde, ismerteti Nyilas Jenő; Budapest, Singer és Wolfner, 193? (Operaismertetők)
- Wagner Richard: A bolygó hollandi, ismerteti Nyilas Jenő; Budapest, Singer és Wolfner, 193? (Operaismertetők)
- Debreceni képeskönyv, összeáll. Ecsedi István, Nyilas-Kolb Jenő; Budapest : Somló B., 1933 (Magyar tájak, magyar városok)
- Budapesti képeskönyv, összeáll. Genthon István és Nyilas-Kolb Jenő; Budapest, Somló B., 1934 (Magyar tájak, magyar városok)
- Nyilas-Kolb Jenő: Farkas István; Budapest : Bisztrai Farkas F., 1935 (Ars Hungarica)
- Debrecen és a Hortobágy, összeáll. Ecsedi István, Nyilas-Kolb Jenő; Budapest : Somló, 1935
- Nyilas-Kolb Jenő: Magyar–zsidó kultúrmunka; Budapest, Libanon, 1936 (Libanon füzetek)
- Kolb Jenő: Régi játékkártyák és kártyafestők Sopronban; Sopron : Röttig, 1938
- Kolb Jenő: Régi játékkártyák. Magyar és külföldi kártyafestés, XV-XIX. század; Budapest, Hungária Ny., 1939 (Hungária könyvek) 
  - Reprint kiadása: Budapest, ÁKV, 1984
- Kolb Jenő: A Kőszegi Múzeum régi kártyái; Szombathely, Martineum Ny., 1941

## Naplója
Eugen Jenö Kolb: Bergen-Belsen Tagebuch. (németül) Hrsg. von Shoshanna Hasson-Kolb, Alexander Barzel und Thomas Rahe. [S.l.]: [s.n.]. 2000.  
Jenő Kolb: "Glaube an den Menschen": Bergen-Belsen-Tagebuch. (németül) Hrsg. von Thomas Rahe, Lajos Fischer. Göttingen: Wallstein Verlag. 2019.  ISBN 978-3-8353-3214-0 
Kolb Jenő: "Hit az emberben": Bergen-belseni-napló. Szerk.: Thomas Rahe és Fischer Lajos. Göttingen: Wallstein Verlag. 2021.  ISBN 978-3-8353-3267-6 